# فيليب ليروي
فيليب ليروي (15 أكتوبر 1930 - 1 يونيو 2024)، هو ممثل فرنسي، شارك في أكثر من 150 فيلم في السينما الفرنسية والإيطالية وترشح لجائزة البافتا لأفضل ممثل في دور رئيسي عن دوره في فيلم الثقب (1960).

## وصلات خارجية
لم يتم العثور على روابط لمواقع التواصل الاجتماعي.

- فيليب لوروا على موقع IMDb (الإنجليزية)
- فيليب لوروا على موقع روتن توميتوز (الإنجليزية)
- فيليب لوروا على موقع ألو سيني (الفرنسية)
- فيليب لوروا على موقع ميوزك برينز (الإنجليزية)
- فيليب لوروا على موقع أول موفي (الإنجليزية)
- فيليب لوروا على موقع قاعدة بيانات الأفلام السويدية (السويدية)
- فيليب لوروا على موقع قاعدة بيانات الفيلم (الإنجليزية)
- فيليب لوروا على موقع كينوبويسك (الروسية)